# Statistiche e record di Angelique Kerber
| Finali in carriera |                           |       |       |     |        |
|                    |                           |       |       |     |        |
| Specialità         | Categoria                 | Vinte | Perse | Tot | V %    |
| Singolare          | Grande Slam               | 3     | 1     | 4   | 75%    |
| Singolare          | Olimpiadi estive          | 0     | 1     | 1   | 0%     |
| Singolare          | WTA Finals                | 0     | 1     | 1   | 0%     |
| Singolare          | WTA Premier Mandatory & 5 | 0     | 5     | 5   | 0%     |
| Singolare          | WTA Tour                  | 11    | 10    | 21  | 50%    |
| Singolare          | Totale                    | 14    | 18    | 32  | 43.75% |
| Doppio             | Grande Slam               | 0     | 0     | –   | -      |
| Doppio             | Olimpiadi estive          | 0     | 0     | –   | -      |
| Doppio             | WTA Finals                | 0     | 0     | –   | -      |
| Doppio             | WTA Premier Mandatory & 5 | 0     | 0     | –   | -      |
| Doppio             | WTA Tour                  | 0     | 2     | 2   | 0%     |
| Doppio             | Totale                    | 0     | 2     | 2   | 0%     |
| Totale             | Totale                    | 14    | 20    | 34  | 41.18% |

In questa pagina sono riportare le statistiche realizzate da Angelique Kerber durante la sua carriera tennistica.

## Statistiche WTA

### Singolare

#### Vittorie (14)
| Legenda               |              |
| Grande Slam (3)       |              |
| Ori Olimpici (0)      |              |
| WTA Finals (0)        |              |
| WTA Elite Trophy (0)  |              |
| Dal 2009 al 2020      | Dal 2021     |
| Premier Mandatory (0) | WTA 1000 (0) |
| Premier 5 (0)         | WTA 1000 (0) |
| Premier (7)           | WTA 500 (0)  |
| International (2)     | WTA 250 (2)  |

| N.  | Data              | Torneo                                   | Superficie      | Avversaria in finale | Punteggio              |
| 1.  | 12 febbraio 2012  | Open GDF Suez, Parigi                    | Cemento (i)     | Marion Bartoli       | 7-6(3), 5-7, 6-3       |
| 2.  | 15 aprile 2012    | Danish Open, Copenaghen                  | Sintetico (i)   | Caroline Wozniacki   | 6-4, 6-4               |
| 3.  | 13 ottobre 2013   | Generali Ladies Linz, Linz               | Cemento (i)     | Ana Ivanović         | 6-4, 7-6(6)            |
| 4.  | 12 aprile 2015    | Family Circle Cup, Charleston            | Terra verde     | Madison Keys         | 6-2, 4-6, 7-5          |
| 5.  | 26 aprile 2015    | Porsche Tennis Grand Prix, Stoccarda     | Terra rossa (i) | Caroline Wozniacki   | 3-6, 6-1, 7-5          |
| 6.  | 21 giugno 2015    | AEGON Classic, Birmingham                | Erba            | Karolína Plíšková    | 6(5)-7, 6-3, 7-6(4)    |
| 7.  | 9 agosto 2015     | Bank of the West Classic, Stanford       | Cemento         | Karolína Plíšková    | 6-3, 5-7, 6-4          |
| 8.  | 30 gennaio 2016   | Australian Open, Melbourne               | Cemento         | Serena Williams      | 6-4, 3-6, 6-4          |
| 9.  | 24 aprile 2016    | Porsche Tennis Grand Prix, Stoccarda (2) | Terra rossa (i) | Laura Siegemund      | 6-4, 6-0               |
| 10. | 10 settembre 2016 | US Open, New York                        | Cemento         | Karolína Plíšková    | 6-3, 4-6, 6-4          |
| 11. | 13 gennaio 2018   | Apia International Sydney, Sydney        | Cemento         | Ashleigh Barty       | 6-4, 6-4               |
| 12. | 14 luglio 2018    | Torneo di Wimbledon, Londra              | Erba            | Serena Williams      | 6-3, 6-3               |
| 13. | 26 giugno 2021    | Bad Homburg Open, Bad Homburg            | Erba            | Kateřina Siniaková   | 6-3, 6-2               |
| 14. | 21 maggio 2022    | Internationaux de Strasbourg, Strasburgo | Terra rossa     | Kaja Juvan           | 7-6(5), 6(0)-7, 7-6(5) |

#### Sconfitte (18)
| Legenda               |              |
| Grande Slam (1)       |              |
| Argenti Olimpici (1)  |              |
| WTA Finals (1)        |              |
| WTA Elite Trophy (0)  |              |
| Dal 2009 al 2020      | Dal 2021     |
| Premier Mandatory (1) | WTA 1000 (0) |
| Premier 5 (4)         | WTA 1000 (0) |
| Premier (6)           | WTA 500 (0)  |
| International (4)     | WTA 250 (0)  |

| N.  | Data              | Torneo                                      | Superficie  | Avversaria in finale     | Punteggio        |
| 1.  | 21 febbraio 2010  | Copa Sony Ericsson Colsanitas, Bogotà       | Terra rossa | Mariana Duque Mariño     | 4-6, 3-6         |
| 2.  | 23 giugno 2012    | AEGON International, Eastbourne             | Erba        | Tamira Paszek            | 7-5, 3-6, 5-7    |
| 3.  | 19 agosto 2012    | Western & Southern Open, Cincinnati         | Cemento     | Li Na                    | 6-1, 3-6, 1-6    |
| 4.  | 7 aprile 2013     | Monterrey Open, Monterrey                   | Cemento     | Anastasija Pavljučenkova | 6-4, 2-6, 4-6    |
| 5.  | 28 settembre 2013 | Toray Pan Pacific Open, Tokyo               | Cemento     | Petra Kvitová            | 2-6, 6-0, 3-6    |
| 6.  | 10 gennaio 2014   | Apia International Sydney, Sydney           | Cemento     | Cvetana Pironkova        | 4-6, 4-6         |
| 7.  | 16 febbraio 2014  | Qatar Total Open, Doha                      | Cemento     | Simona Halep             | 2-6, 3-6         |
| 8.  | 21 giugno 2014    | AEGON International, Eastbourne (2)         | Erba        | Madison Keys             | 3-6, 6-3, 5-7    |
| 9.  | 3 agosto 2014     | Bank of the West Classic, Stanford          | Cemento     | Serena Williams          | 6(1)-7, 3-6      |
| 10. | 18 ottobre 2015   | Hong Kong Open, Hong Kong                   | Cemento     | Jelena Janković          | 6-3, 6(4)-7, 1-6 |
| 11. | 9 gennaio 2016    | Brisbane International, Brisbane            | Cemento     | Viktoryja Azaranka       | 3-6, 1-6         |
| 12. | 9 luglio 2016     | Torneo di Wimbledon, Londra                 | Erba        | Serena Williams          | 5-7, 3-6         |
| 13. | 13 agosto 2016    | Giochi olimpici, Rio de Janeiro             | Cemento     | Mónica Puig              | 4-6, 6-4, 1-6    |
| 14. | 21 agosto 2016    | Western & Southern Open, Cincinnati (2)     | Cemento     | Karolína Plíšková        | 3-6, 1-6         |
| 15. | 30 ottobre 2016   | WTA Finals, Singapore                       | Cemento (i) | Dominika Cibulková       | 3-6, 4-6         |
| 16. | 9 aprile 2017     | Monterrey Open, Monterrey (2)               | Cemento     | Anastasija Pavljučenkova | 4-6, 6-2, 1-6    |
| 17. | 17 marzo 2019     | BNP Paribas Open, Indian Wells              | Cemento     | Bianca Andreescu         | 4-6, 6-3, 4-6    |
| 18. | 29 giugno 2019    | Nature Valley International, Eastbourne (3) | Erba        | Karolína Plíšková        | 1-6, 4-6         |

### Doppio

#### Sconfitte (2)
| Legenda              |                       |              |
| Grande Slam (0)      |                       |              |
| Argenti Olimpici (0) |                       |              |
| WTA Finals (0)       |                       |              |
| WTA Elite Trophy (0) |                       |              |
| Prima del 2009       | Dal 2009 al 2020      | Dal 2021     |
| Tier I (0)           | Premier Mandatory (0) | WTA 1000 (0) |
| Tier II (0)          | Premier 5 (0)         | WTA 1000 (0) |
| Tier III (1)         | Premier (1)           | WTA 500 (0)  |
| Tier IV (0)          | International (0)     | WTA 250 (0)  |
| Tier V (0)           | International (0)     | WTA 250 (0)  |

| N. | Data           | Torneo                           | Superficie | Compagna        | Avversarie in finale               | Punteggio |
| 1. | 20 giugno 2008 | Ordina Open, 's-Hertogenbosch    | Erba       | Līga Dekmeijere | Marina Eraković Michaëlla Krajicek | 3-6, 2-6  |
| 2. | 9 gennaio 2016 | Brisbane International, Brisbane | Cemento    | Andrea Petković | Martina Hingis Sania Mirza         | 5-7, 1-6  |

## Statistiche ITF

### Singolare

#### Vittorie (11)
| Torneo 100000 $ (0) |
| Torneo 80000 $ (0)  |
| Torneo 75000 $ (1)  |
| Torneo 60000 $ (0)  |
| Torneo 50000 $ (3)  |
| Torneo 25000 $ (7)  |
| Torneo 15000 $ (0)  |
| Torneo 10000 $ (0)  |

| N.  | Data              | Torneo                                             | Superficie    | Avversaria in finale    | Punteggio        |
| 1.  | 28 novembre 2004  | Hart Open, Opole                                   | Sintetico (i) | Olena Tatarkova         | 6-2, 6-2         |
| 2.  | 19 febbraio 2006  | National Bank Challenger Saguenay, Saguenay        | Cemento (i)   | Valérie Tétreault       | 5-7, 7-5, 7-6(6) |
| 3.  | 15 ottobre 2006   | The Jersey International, Isola di Jersey          | Cemento (i)   | Irena Pavlović          | 6-0, 6-4         |
| 4.  | 22 ottobre 2006   | AEGON Pro Series Glasgow, Glasgow                  | Cemento (i)   | Kirsten Flipkens        | 6-4, 6-2         |
| 5.  | 18 febbraio 2007  | National Bank Challenger Saguenay, Saguenay        | Cemento (i)   | Sabine Lisicki          | 6-3, 6-4         |
| 6.  | 18 marzo 2007     | Ciudad de Las Palmas, Las Palmas de Gran Canaria   | Cemento       | Petra Cetkovská         | 6-2, 1-6, 6-4    |
| 7.  | 13 maggio 2007    | ITF Women's Circuit Antalya, Adalia                | Cemento       | Gaëlle Widmer           | 3-6, 6-4, 6-1    |
| 8.  | 10 giugno 2007    | Zubr Cup, Přerov                                   | Terra rossa   | Klára Koukalová         | 6-3, 1-6, 7-5    |
| 9.  | 21 settembre 2008 | Torneo Internacional Ciudad De Alcorcon, Madrid    | Cemento       | Estrella Cabeza Candela | 6-1, 6-3         |
| 10. | 14 ottobre 2008   | Open International de Saint-Raphaël, Saint-Raphaël | Cemento (i)   | Séverine Brémond        | 6-2, 6-1         |
| 11. | 12 luglio 2009    | Open Diputación, Pozoblanco                        | Cemento       | Kristína Kučová         | 6-3, 6-4         |

#### Sconfitte (7)
| Torneo 100000 $ (1) |
| Torneo 80000 $ (0)  |
| Torneo 75000 $ (1)  |
| Torneo 60000 $ (0)  |
| Torneo 50000 $ (0)  |
| Torneo 25000 $ (5)  |
| Torneo 15000 $ (0)  |
| Torneo 10000 $ (0)  |

| N. | Data             | Torneo                                                          | Superficie    | Avversaria in finale | Punteggio        |
| 1. | 15 febbraio 2004 | BGZ Cup, Varsavia                                               | Sintetico (i) | Marta Domachowska    | 6(5)–7, 6–3, 3–6 |
| 2. | 15 maggio 2005   | Torneo Internacional de Tenis Femenino Ciudad de Monzón, Monzón | Cemento       | O'lena Antjpina      | 3–6, 3–6         |
| 3. | 19 novembre 2006 | Zubr Cup, Přerov                                                | Sintetico (i) | Anne Keothavong      | 4–6, 5–7         |
| 4. | 4 febbraio 2007  | ITF Women's Circuit Palm Desert, Palm Desert                    | Cemento       | Julie Ditty          | 1–6, 0–6         |
| 5. | 25 marzo 2007    | Ciudad Santa Cruz De Tenerife, Santa Cruz de Tenerife           | Cemento       | Petra Cetkovská      | 5–7, 7–5, 6(5)–7 |
| 6. | 13 maggio 2007   | Torneo Internacional de Tenis Femenino Ciudad de Monzón, Monzón | Cemento       | Lilia Osterloh       | 3–6, 6(4)–7      |
| 7. | 20 marzo 2011    | Bahamas Women's Open, Nassau                                    | Cemento       | Nastas'sja Jakimava  | 3–6, 2–6         |

### Doppio

#### Vittorie (3)
| Torneo 100000 $ (1) |
| Torneo 80000 $ (0)  |
| Torneo 75000 $ (1)  |
| Torneo 60000 $ (0)  |
| Torneo 50000 $ (1)  |
| Torneo 25000 $ (0)  |
| Torneo 15000 $ (0)  |
| Torneo 10000 $ (0)  |

| N. | Data             | Torneo                                      | Superficie      | Compagna          | Avversarie in finale           | Punteggio        |
| 1. | 14 febbraio 2007 | National Bank Challenger Saguenay, Saguenay | Cemento (i)     | Ágnes Szatmári    | Sabine Klaschka Angelika Rösch | 6-1, 6-4         |
| 2. | 25 aprile 2007   | Open GDF SUEZ de Bretagne, Dinan            | Terra rossa (i) | Yvonne Meusburger | Stéphanie Foretz Aurélie Védy  | 6-4, 6(6)-7, 6-2 |
| 3. | 7 novembre 2008  | Salwator Cup, Cracovia                      | Cemento (i)     | Urszula Radwańska | Olga Brózda Sandra Zaniewska   | 6-3, 6-2         |

#### Sconfitte (2)
| Torneo 100000 $ (0) |
| Torneo 80000 $ (0)  |
| Torneo 75000 $ (0)  |
| Torneo 60000 $ (0)  |
| Torneo 50000 $ (0)  |
| Torneo 25000 $ (2)  |
| Torneo 15000 $ (0)  |
| Torneo 10000 $ (0)  |

| N. | Data           | Torneo                                  | Superficie  | Compagna      | Avversarie in finale                              | Punteggio   |
| 1. | 10 luglio 2004 | Bella Cup, Toruń                        | Terra rossa | Marta Leśniak | Kira Nagy Gabriela Navrátilová                    | 4-6, 6(2)-7 |
| 2. | 25 aprile 2007 | Coimbra University Ladies Open, Coimbra | Cemento     | Tatjana Malek | María José Martínez Sánchez Ana Catarina Nogueira | 4-6, 6(1)-7 |

## Competizioni a squadre

### Vittorie (1)
| N. | Data           | Torneo             | Superficie | Compagni                                                                       | Avversari in finale                                                                      | Punteggio |
| 1. | 7 gennaio 2024 | United Cup, Sydney | Cemento    | Tatjana Maria Laura Siegemund Alexander Zverev Maximilian Marterer Kai Wehnelt | Iga Świątek Katarzyna Kawa Katarzyna Piter Hubert Hurkacz Daniel Michalski Jan Zieliński | 2-1       |

## Risultati in progressione
Aggiornato a fine Internationaux de Strasbourg 2022 
| Sigla | Risultato               |
| ----- | ----------------------- |
| V     | Vincitore               |
| F     | Finalista               |
| SF    | Semifinalista           |
| O     | Oro olimpico            |
| A     | Argento olimpico        |
| SF    | Bronzo olimpico         |
| QF    | Quarti di Finale        |
| 4T    | Quarto turno            |
| 3T    | Terzo turno             |
| 2T    | Secondo turno           |
| 1T    | Primo turno             |
| RR    | Round Robin             |
| LQ    | Turno di qualificazione |
| A     | Assente                 |
| ND    | Non disputato           |

| Legenda superfici    |
| -------------------- |
| Cemento              |
| Terra battuta        |
| Erba                 |
| Superficie variabile |

| Torneo                    | 2006            | 2007            | 2008            | 2009            | 2010            | 2011            | 2012  | 2013          | 2014          | 2015          | 2016  | 2017          | 2018          | 2019          | 2020          | 2021          | 2022          | Titolo     | V–S        |
| ------------------------- | --------------- | --------------- | --------------- | --------------- | --------------- | --------------- | ----- | ------------- | ------------- | ------------- | ----- | ------------- | ------------- | ------------- | ------------- | ------------- | ------------- | ---------- | ---------- |
| Tornei del Grande Slam    |                 |                 |                 |                 |                 |                 |       |               |               |               |       |               |               |               |               |               |               |            |            |
| Australian Open           | A               | Q1              | 2T              | 1T              | 3T              | 1T              | 3T    | 4T            | 4T            | 1T            | V     | 4T            | SF            | 4T            | 4T            | 1T            | 1T            | 1 / 15     | 32–14      |
| Open di Francia           | A               | 1T              | 1T              | Q2              | 2T              | 1T              | QF    | 4T            | 4T            | 3T            | 1T    | 1T            | QF            | 1T            | 1T            | 1T            |               | 0 / 14     | 17–14      |
| Wimbledon                 | A               | 1T              | 1T              | Q2              | 3T              | 1T              | SF    | 2T            | QF            | 3T            | F     | 4T            | V             | 2T            | ND            | SF            |               | 1 / 13     | 36–12      |
| US Open                   | A               | 1T              | Q1              | 2T              | 1T              | SF              | 4T    | 4T            | 3T            | 3T            | V     | 1T            | 3T            | 1T            | 4T            | 4T            |               | 1 / 14     | 31–13      |
| Vittorie-sconfitte        | 0–0             | 0–3             | 1–3             | 1–2             | 5–4             | 5–4             | 14–4  | 10–4          | 12–4          | 6–4           | 20–2  | 6–4           | 18–3          | 4–4           | 6–3           | 8–4           | 0–1           | 3 / 56     | 116–53     |
| Giochi Olimpici           |                 |                 |                 |                 |                 |                 |       |               |               |               |       |               |               |               |               |               |               |            |            |
| Giochi olimpici estivi    | Non disputati   | Non disputati   | A               | Non disputati   | Non disputati   | Non disputati   | QF    | Non disputati | Non disputati | Non disputati | F-A   | Non disputati | Non disputati | Non disputati | Non disputati | A             | ND            | 0 / 2      | 8–2        |
| Torneo di fine anno       |                 |                 |                 |                 |                 |                 |       |               |               |               |       |               |               |               |               |               |               |            |            |
| WTA Finals                | Non qualificata | Non qualificata | Non qualificata | Non qualificata | Non qualificata | Non qualificata | RR    | RR            | NQ            | RR            | F     | NQ            | RR            | NQ            | ND            | NQ            |               | 0 / 5      | 7–10       |
| WTA 1000                  |                 |                 |                 |                 |                 |                 |       |               |               |               |       |               |               |               |               |               |               |            |            |
| Doha / Dubai[1]           | NT1             | NT1             | 1T              | Assente         | Assente         | 1T              | 2T    | 2T            | F             | 3T            | 2T    | SF            | QF            | 3T            | A             | 2T            | 1T            | 0 / 12     | 12–12      |
| Indian Wells              | Assente         | Assente         | 3T              | Q1              | A               | 1T              | SF    | SF            | 2T            | 2T            | 2T    | 4T            | QF            | F             | 4T            | Non disputato | Non disputato | 0 / 11     | 20–11      |
| Miami                     | Assente         | Assente         | 2T              | A               | Q2              | 2T              | 2T    | 3T            | QF            | 3T            | SF    | QF            | QF            | 3T            | ND            | 2T            | 2T            | 0 / 12     | 19–12      |
| Madrid                    | Non disputato   | Non disputato   | Non disputato   | Assente         | Assente         | Assente         | 3T    | QF            | 1T            | 1T            | 1T    | 3T            | A             | 2T            | ND            | 2T            | A             | 0 / 8      | 9–7        |
| Roma                      | Assente         | Assente         | Assente         | Assente         | Assente         | 1T              | SF    | A             | 2T            | 2T            | 2T    | 2T            | QF            | 3T            | 1T            | 3T            | 1T            | 0 / 11     | 10–11      |
| Montréal / Toronto        | A               | Q1              | Assente         | Assente         | 1T              | A               | 3T    | 2T            | 3T            | 3T            | SF    | 3T            | 2T            | 1T            | ND            | A             |               | 0 / 9      | 8–9        |
| Cincinnati                | Non Tier I      | Non Tier I      | Non Tier I      | Assente         | Assente         | Assente         | F     | 3T            | 3T            | 1T            | F     | 2T            | 3T            | 1T            | A             | SF            |               | 0 / 9      | 16–9       |
| Tokyo / Wuhan[2]          | Assente         | Assente         | Assente         | Assente         | 1T              | 2T              | SF    | F             | QF            | SF            | 3T    | 1T            | 3T            | 1T            | Non disputato | Non disputato | Non disputato | 0 / 10     | 14–10      |
| Pechino                   | Non Tier 1      | Non Tier 1      | Non Tier 1      | A               | 3T              | Q2              | QF    | QF            | 3T            | QF            | 3T    | 2T            | 3T            | 2T            | Non disputato | Non disputato | Non disputato | 0 / 9      | 16–9       |
| Carriera                  |                 |                 |                 |                 |                 |                 |       |               |               |               |       |               |               |               |               |               |               |            |            |
| Tornei giocati            | 1               | 10              | 14              | 6               | 19              | 20              | 21    | 22            | 22            | 25            | 22    | 22            | 18            | 19            | 6             | 16            | 7             | 270        | 270        |
| Titoli                    | 0               | 0               | 0               | 0               | 0               | 0               | 2     | 1             | 0             | 4             | 3     | 0             | 2             | 0             | 0             | 1             | 1             | 14         | 14         |
| Finali raggiunte          | 0               | 0               | 0               | 0               | 1               | 0               | 4     | 3             | 4             | 5             | 8     | 1             | 2             | 2             | 0             | 1             | 1             | 32         | 32         |
| Totale vittorie-sconfitte | 1–1             | 6–12            | 7–15            | 3–6             | 23–19           | 17–20           | 60–22 | 45–23         | 47–24         | 53–24         | 63–18 | 29–24         | 46–19         | 28–19         | 7–6           | 28–15         | 7–6           | 471–271    | 471–271    |
| Vittorie %                | 50%             | 33%             | 32%             | 33%             | 55%             | 46%             | 73%   | 66%           | 66%           | 69%           | 78%   | 55%           | 71%           | 60%           | 54%           | 65%           | 54%           | 63.48%     | 63.48%     |
| Ranking di fine anno      | 214             | 84              | 108             | 106             | 47              | 32              | 5     | 9             | 10            | 10            | 1     | 21            | 2             | 20            | 25            | 16            |               | 31559214 $ | 31559214 $ |

Note
- 1 Il Dubai Tennis Championships e il Qatar Ladies Open di Doha si scambiano frequentemente lo status tra evento Premier ed evento Premier 5.
- 2 Nel 2014 il Toray Pan Pacific Open ha cambiato lo status in evento Premier ed è stato sostituito dal Wuhan Open come evento Premier 5.

## Teste di serie nei Grandi Slam
In corsivo sono indicati gli Slam nei quali è stata finalista, mentre in grassetto quelli che ha vinto. 
| Anno    | Australian Open    | Open di Francia    | Wimbledon          | US Open            |
| ------- | ------------------ | ------------------ | ------------------ | ------------------ |
| 2007    | Non qualificata    | Non testa di serie | Non testa di serie | Non testa di serie |
| 2008    | Non testa di serie | Non testa di serie | Non testa di serie | Non qualificata    |
| 2009    | Non testa di serie | Non qualificata    | Non qualificata    | Non testa di serie |
| 2010    | Qualificata        | Non testa di serie | Non testa di serie | Non testa di serie |
| 2011    | Non testa di serie | Non testa di serie | Non testa di serie | Non testa di serie |
| 2012    | 30a                | 10a                | 8a                 | 6a                 |
| 2013    | 5a                 | 8a                 | 7a                 | 8a                 |
| 2014    | 9a                 | 8a                 | 9a                 | 6a                 |
| 2015    | 9a                 | 11a                | 10a                | 11a                |
| 2016    | 7a                 | 3a                 | 4a                 | 2a                 |
| 2017    | 1a                 | 1a                 | 1a                 | 6a                 |
| 2018    | 21a                | 12a                | 11a                | 4a                 |
| 2019    | 2a                 | 5a                 | 5a                 | 14a                |
| 2020[1] | 17a                | 18a                | Non disputato      | 17a                |
| 2021    | 23a                |                    |                    |                    |

Note
- 1 La stagione 2020 viene sospesa da marzo a settembre a causa della Pandemia di COVID-19: Wimbledon non viene disputato.

## Striscia di vittorie nei Grandi Slam

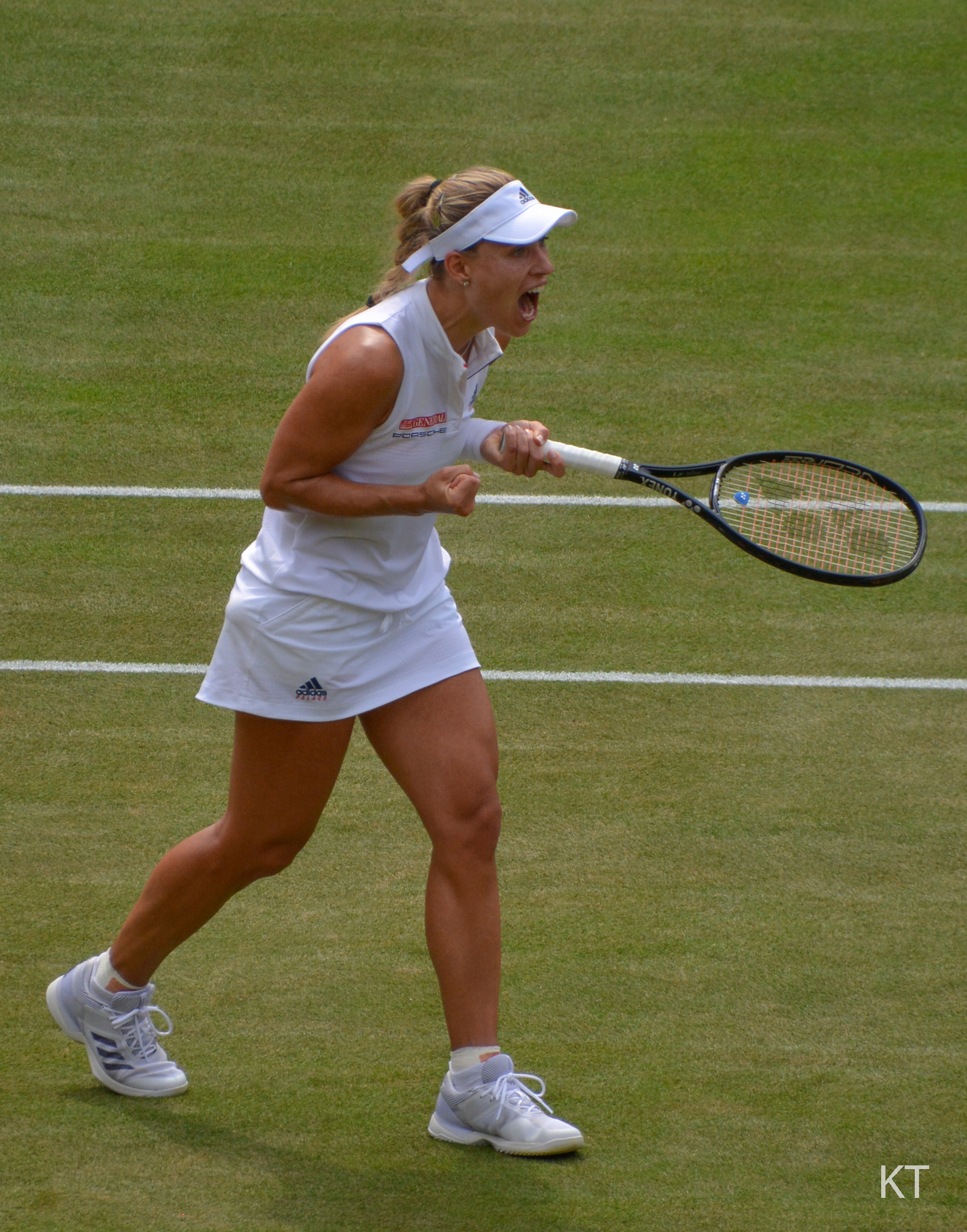
Angelique Kerber a Wimbledon 2018

|       | Australian Open 2016    | Australian Open 2016 | Australian Open 2016 |
| Turno | Avversaria              | Ranking              | Punteggio            |
| ----- | ----------------------- | -------------------- | -------------------- |
| 1T    | Misaki Doi              | 64                   | 6(4)-7, 7-6(6), 6-3  |
| 2T    | Alexandra Dulgheru      | 61                   | 6-2, 6-4             |
| 3T    | Madison Brengle         | 49                   | 6-1, 6-3             |
| 4T    | Annika Beck             | 55                   | 6-4, 6-0             |
| QF    | Viktoryja Azaranka (14) | 16                   | 6-3, 7-5             |
| SF    | Johanna Konta           | 47                   | 7-5, 6-2             |
| V     | Serena Williams (1)     | 1                    | 6-4, 3-6, 6-4        |

|       | Open di Francia 2012 | Open di Francia 2012 | Open di Francia 2012 |
| Turno | Avversaria           | Ranking              | Punteggio            |
| ----- | -------------------- | -------------------- | -------------------- |
| 1T    | Zhang Shuai (Q)      | 169                  | 6-3, 6-4             |
| 2T    | Vol'ha Havarcova     | 77                   | 6-3, 6-2             |
| 3T    | Flavia Pennetta (18) | 20                   | 4-6, 6-3, 6-2        |
| 4T    | Petra Martić         | 50                   | 6-3, 7-5             |
| QF    | Sara Errani (21)     | 24                   | 3-6, 6(2)-7          |
|       | Open di Francia 2018 |                      |                      |
| Turno | Avversaria           | Ranking              | Punteggio            |
| 1T    | Mona Barthel         | 117                  | 6-2, 6-3             |
| 2T    | Ana Bogdan           | 66                   | 6-2,6-3              |
| 3T    | Kiki Bertens (18)    | 22                   | 7-6(4), 7-6(4)       |
| 4T    | Caroline Garcia (7)  | 7                    | 6-2, 6-3             |
| QF    | Simona Halep (1)     | 1                    | 7-6(2), 3-6, 2-6     |

|       | Wimbledon 2018        | Wimbledon 2018 | Wimbledon 2018 |
| Turno | Avversaria            | Ranking        | Punteggio      |
| ----- | --------------------- | -------------- | -------------- |
| 1T    | Vera Zvonarëva (Q)    | 142            | 7-5, 6-3       |
| 2T    | Claire Liu (Q)        | 237            | 3-6, 6-2, 6-4  |
| 3T    | Naomi Ōsaka (18)      | 18             | 6-2, 6-4       |
| 4T    | Belinda Bencic        | 56             | 6-3, 7-6(5)    |
| QF    | Daria Kasatkina (14)  | 14             | 6-3, 7-5       |
| SF    | Jeļena Ostapenko (12) | 12             | 6-3, 6-3       |
| V     | Serena Williams (25)  | 181            | 6-3, 6-3       |

|       | US Open 2016           | US Open 2016 | US Open 2016  |
| Turno | Avversaria             | Ranking      | Punteggio     |
| ----- | ---------------------- | ------------ | ------------- |
| 1T    | Polona Hercog          | 120          | 6-0, 1-0 rit. |
| 2T    | Mirjana Lučić-Baroni   | 57           | 6-2, 7-6(7)   |
| 3T    | Catherine Bellis (Q)   | 158          | 6-1, 6-1      |
| 4T    | Petra Kvitová (14)     | 16           | 6-3, 7-5      |
| QF    | Roberta Vinci (7)      | 8            | 7-5, 6-0      |
| SF    | Caroline Wozniacki     | 74           | 6-4, 6-3      |
| V     | Karolína Plíšková (10) | 11           | 6-4, 6-3      |

## Montepremi annuali
Aggiornato al 9 marzo 2020
| Anno    | Grandi Slam | Tornei WTA | Vittorie Totali | Guadagni ($) | #  |
| ------- | ----------- | ---------- | --------------- | ------------ | -- |
| 2010    | 0           | 0          | 0               | 277062 $     | 73 |
| 2011    | 0           | 0          | 0               | 623529 $     | 34 |
| 2012    | 0           | 2          | 2               | 1972362 $    | 9  |
| 2013    | 0           | 1          | 1               | 2139358 $    | 9  |
| 2014    | 0           | 0          | 0               | 1862585 $    | 15 |
| 2015    | 0           | 4          | 4               | 1350417 $    | 14 |
| 2016    | 2           | 1          | 3               | 10136615 $   | 1  |
| 2017    | 0           | 0          | 0               | 2148695 $    | 16 |
| 2018    | 1           | 1          | 2               | 5296267 $    | 3  |
| 2019    | 0           | 0          | 0               | 2137816 $    | 15 |
| 2020[1] | 0           | 0          | 0               | 231843 $     | 31 |
| 2021    | 0           | 0          | 0               |              |    |
| Totale  | 3           | 9          | 12              | 29526500 $   | 8  |

Note
- 1 La stagione 2020 viene sospesa da marzo a settembre a causa della Pandemia di COVID-19.
- I colori sono utilizzati quando la tennista compare tra le prime 10 in ordine di guadagni annuali.

## Vittorie contro giocatrici Top 10
| Stagione | 2012 | 2013 | 2014 | 2015 | 2016 | 2017 | 2018 | 2019 | 2020 | 2021 | 2022 | 2023 | 2024 | Totale |
| Vittorie | 8    | 3    | 2    | 5    | 12   | 1    | 6    | 2    | 0    | 3    | 0    | 0    | 1    | 43     |

| #    | Giocatrice              | Ranking | Evento                               | Superficie      | Turno | Punteggio        | Rank. AKR |
| ---- | ----------------------- | ------- | ------------------------------------ | --------------- | ----- | ---------------- | --------- |
| 2012 |                         |         |                                      |                 |       |                  |           |
| 1.   | Marija Šarapova (1)     | 3       | Open Gaz de France, Parigi           | Cemento (i)     | QF    | 6-4, 6-4         | 27        |
| 2.   | Marion Bartoli          | 7       | Open Gaz de France, Parigi           | Cemento (i)     | F     | 7-6(3), 5-7, 6-3 | 27        |
| 3.   | Li Na                   | 8       | Indian Wells Open, Indian Wells      | Cemento         | QF    | 6-4, 6-2         | 19        |
| 4.   | Caroline Wozniacki (1)  | 6       | Danish Open, Copenaghen              | Cemento         | F     | 6-4, 6-4         | 15        |
| 5.   | Caroline Wozniacki (2)  | 6       | Stuttgart Open, Stoccarda            | Terra rossa (i) | 2T    | 6-1, 6-2         | 14        |
| 6.   | Petra Kvitová (1)       | 4       | Internazionali d'Italia, Roma        | Terra rossa     | QF    | 7-6(2), 1-6, 6-1 | 11        |
| 7.   | Serena Williams (1)     | 4       | Cincinnati Open, Cincinnati          | Cemento         | QF    | 6-4, 6-4         | 7         |
| 8.   | Petra Kvitová (2)       | 5       | Cincinnati Open, Cincinnati          | Cemento         | SF    | 6-1, 2-6, 6-4    | 7         |
| 2013 |                         |         |                                      |                 |       |                  |           |
| 9.   | Agnieszka Radwańska (1) | 4       | Pan Pacific Open, Tokyo              | Cemento         | QF    | 6-4, 6-4         | 9         |
| 10.  | Caroline Wozniacki (3)  | 8       | Pan Pacific Open, Tokyo              | Cemento         | SF    | 6-4, 7-6(5)      | 9         |
| 11.  | Agnieszka Radwańska (2) | 4       | WTA Tour Championships, Istanbul     | Cemento (i)     | RR    | 6-2, 6-2         | 9         |
| 2014 |                         |         |                                      |                 |       |                  |           |
| 12.  | Jelena Janković         | 8       | Qatar Ladies Open, Doha              | Cemento         | SF    | 6-1, 7-6(6)      | 9         |
| 13.  | Marija Šarapova (2)     | 5       | Torneo di Wimbledon, Londra          | Erba            | 4T    | 7-6(4), 4-6, 6-4 | 7         |
| 2015 |                         |         |                                      |                 |       |                  |           |
| 14.  | Marija Šarapova (3)     | 2       | Stuttgart Open, Stoccarda            | Terra rossa (i) | 2T    | 2-6, 7-5, 6-1    | 14        |
| 15.  | Ekaterina Makarova      | 8       | Stuttgart Open, Stoccarda            | Terra rossa (i) | QF    | 6-3, 6-2         | 14        |
| 16.  | Caroline Wozniacki (4)  | 5       | Stuttgart Open, Stoccarda            | Terra rossa (i) | F     | 3-6, 6-1, 7-5    | 14        |
| 17.  | Agnieszka Radwańska (3) | 7       | Bank of the West Classic, Stanford   | Cemento         | QF    | 4-6, 6-4, 6-2    | 14        |
| 18.  | Petra Kvitová (3)       | 5       | WTA Finals, Singapore                | Cemento (i)     | RR    | 6-2, 7-6(3)      | 7         |
| 2016 |                         |         |                                      |                 |       |                  |           |
| 19.  | Serena Williams (2)     | 1       | Australian Open, Melbourne           | Cemento         | F     | 6-4, 3-6, 6-4    | 6         |
| 20.  | Simona Halep (1)        | 6       | Fed Cup, Cluj-Napoca                 | Terra rossa (i) | WG PO | 6-2, 6-2         | 3         |
| 21.  | Petra Kvitová (4)       | 7       | Stuttgart Open, Stoccarda            | Terra rossa (i) | SF    | 6-4, 4-6, 6-2    | 3         |
| 22.  | Simona Halep (2)        | 5       | Torneo di Wimbledon, Londra          | Erba            | QF    | 7-5, 7-6(2)      | 4         |
| 23.  | Venus Williams (1)      | 8       | Torneo di Wimbledon, Londra          | Erba            | SF    | 6-4, 6-4         | 4         |
| 24.  | Madison Keys (1)        | 9       | Giochi Olimpici, Rio de Janeiro      | Cemento         | SF    | 6-3, 7-5         | 2         |
| 25.  | Simona Halep (3)        | 4       | Cincinnati Open, Cincinnati          | Cemento         | SF    | 6-3, 6-4         | 2         |
| 26.  | Roberta Vinci           | 8       | US Open, New York                    | Cemento         | QF    | 7-5, 6-0         | 2         |
| 27.  | Dominika Cibulková      | 8       | WTA Finals, Singapore                | Cemento (i)     | RR    | 7-6(5), 2-6, 6-3 | 1         |
| 28.  | Simona Halep (4)        | 4       | WTA Finals, Singapore                | Cemento (i)     | RR    | 6-4, 6-2         | 1         |
| 29.  | Madison Keys (2)        | 7       | WTA Finals, Singapore                | Cemento (i)     | RR    | 6-3, 6-3         | 1         |
| 30.  | Agnieszka Radwańska (4) | 3       | WTA Finals, Singapore                | Cemento (i)     | SF    | 6-2, 6-1         | 1         |
| 2017 |                         |         |                                      |                 |       |                  |           |
| 31.  | Karolína Plíšková (1)   | 4       | Pan Pacific Open, Tokyo              | Cemento         | QF    | 7-6(5), 7-5      | 14        |
| 2018 |                         |         |                                      |                 |       |                  |           |
| 32.  | Venus Williams (2)      | 5       | Sydney International, Sydney         | Cemento         | 2T    | 5-7, 6-3, 6-1    | 22        |
| 33.  | Karolína Plíšková (2)   | 5       | Dubai Tennis Championships, Dubai    | Cemento         | QF    | 6-4, 6-3         | 9         |
| 34.  | Caroline Garcia (1)     | 7       | Indian Wells Open, Indian Wells      | Cemento         | 4T    | 6-1, 6-1         | 10        |
| 35.  | Petra Kvitová (5)       | 10      | Stuttgart Open, Stoccarda            | Terra rossa (i) | 1T    | 6-3, 6-2         | 12        |
| 36.  | Caroline Garcia (2)     | 7       | Open di Francia, Parigi              | Terra rossa     | 4T    | 6-2, 6-3         | 12        |
| 37.  | Naomi Ōsaka             | 4       | WTA Finals, Singapore                | Cemento (i)     | RR    | 6-4, 5-7, 6-4    | 2         |
| 2019 |                         |         |                                      |                 |       |                  |           |
| 38.  | Aryna Sabalenka         | 9       | Indian Wells Open, Indian Wells      | Cemento         | 4T    | 6-1, 4-6, 6-4    | 8         |
| 39.  | Simona Halep (5)        | 7       | Eastbourne International, Eastbourne | Erba            | QF    | 6-4, 6-3         | 5         |
| 2021 |                         |         |                                      |                 |       |                  |           |
| 40.  | Simona Halep (6)        | 3       | Internazionali d'Italia, Roma        | Terra rossa     | 2T    | 1-6, 3-3 rit.    | 26        |
| 41.  | Elina Svitolina         | 6       | Cincinnati Open, Cincinnati          | Cemento         | 2T    | 7-5, 2-6, 6-4    | 22        |
| 42.  | Barbora Krejčíková      | 3       | Billie Jean King Cup, Praga          | Cemento (i)     | RR    | 6(5)-7, 6-0, 6-4 | 9         |
| 2024 |                         |         |                                      |                 |       |                  |           |
| 43.  | Jeļena Ostapenko        | 10      | Indian Wells Open, Indian Wells      | Cemento         | 2T    | 5-7, 6-3, 6-3    | 607       |